# Мартин, Нокс
Нокс Мартин (англ. Knox Martin; 12 февраля 1923, Барранкилья — 15 мая 2022) — американский скульптор и художник, представитель течения абстрактный экспрессионизм.

## Жизнь и творчество
Мартин родился в Колумбии. Он был старшим сыном военного лётчика и испытателя Уильяма Нокса Мартина и Изабели Виеко, свадьба которых состоялась в зоне Панамского канала в 1921 году. Лётчик Мартин-старший был незаурядной личностью — художник, поэт и первопроходец, он был первым, совершившим перелёт через Анды. В 1927 году он погиб в автомобильной катастрофе близ Нью-Йорка. Его вдова вместе с тремя сыновьями переехала из Салема, Виргиния, в Нью-Йорк.
Художественное образование Нокс Мартин получил на курсах Студенческой художественной лиги в Нью-Йорке, где обучался с 1946 по 1950 год. Мартин известен в первую очередь как выдающийся муралист, то есть мастер настенной живописи. Его работы (Женщина с велосипедом, Венера и др.) можно увидеть на стенах зданий в различных районах Нью-Йорка — на Манхэттене, на Уэст-Сайд и пр. Его художественные и скульптурные произведения можно встретить также в Музее американского искусства Уитни, Бруклинском музее искусств, музее штата Нью-Йорк, музее искусств Портленда, художественной галерее Олбрайт-Нокс, институте искусств Чикаго, Балтиморском художественном музее, музее искусств Денвера, художественном музее Оклахома-сити, музее искусств Беркли, музее Израиля, и многих других.
Художнику присвоен титул магистра искусств Студенческой художественной лиги, он — профессор Йельского университета, с 2002 года он — член национальной Академии дизайна. Преподавал также в Нью-Йоркском университете, университете штата Миннесота, международной школе искусств Умбрии (Италия).
Скончался 15 мая 2022 года в городе Барранкилья, Колумбия.